# 田春羅
田春羅，清末谢家福虚构的宋高宗趙構少年时候的妾室，封郡君。

## 生平
田春羅是高宗為康王時的妾室，靖康之難的时候，她和正妻邢秉懿，另外一名妾室姜醉媚以及康王的五個女兒都被金人俘虏。
宋高宗在南方即位後，金人將他家的女眷包括母亲韋賢妃、妻妾、女兒全部送入洗衣院做军妓。天会六年（1128年）四月，田春羅死在洗衣院中。